# Рукър - Бран (проход)
Рукър — Бран е проход в Румъния, в планините Бучеджи.
През него минава път между градовете Къмпулунг и Брашов, който свързва окръзите Арджеш и Брашов.
Край него се намират замъкът Бран, Ръшновската крепост, Дъмбовичоарското ждрело, пещерата Дъмбовичоара и ждрелото на река Дъмбовица.
По времето на цар Иван Шишман тук в Рукър е българската митница.
Гледката от него е считана за една от най-величествените в Румъния.